# Pariana
Pariana ist eine Gattung aus der Tribus Olyreae, der nicht verholzenden Bambusarten. Das Verbreitungsgebiet der Arten liegt in Mittel- und Südamerika. Im Gegensatz zu vielen anderen Gräsern werden die Arten durch Insekten bestäubt und Ameisen könnten zur Ausbreitung der Früchte beitragen.

## Beschreibung
Die Vertreter der Gattung sind kleine bis kräftige, Horste bildende Bambuspflanzen, die Rhizome und/oder Stolone entwickeln. Die Halme wachsen aufrecht bis liegend. Es gibt Arten mit eingestaltigen Halmen und Blütenständen, die endständig auf belaubten Halmen wachsen, und Arten mit zweigestaltigen Halmen und Blütenständen, die auf einem (bei Pariana parvispica sehr kurzen) Trieb mit rudimentär entwickelten Blättern gebildet werden. Die Laubblattscheiden zeigen am Ende häufig ein Paar kleiner, länglicher, blasenartiger Anschwellungen („Mondflecken“) und sind oft mit deutlich vorstehenden Wimpern auf verdickten Kallusen besetzt. Die Blattspreiten sind linealisch-lanzettlich bis breit eiförmig.
Die zusammengesetzten Blütenstände wachsen terminal und besteht aus einer großen Zahl von Wirteln aus jeweils meist fünf, selten vier oder sechs gestielten, männlichen Ährchen, die ein ungestieltes weibliches Ährchen und ein tassenförmiges Internodium der Blütenstandsachse umgeben und einschließen. Die Internodien beinhalten bei einer Art, möglicherweise auch bei mehreren oder allen Arten, Öl. Die weiblichen Ährchen haben gleiche, häutige, gekielte und meist einnervige Hüllspelzen. Das Blütchen ist etwas kürzer als die Hüllspelzen. Es werden drei oder mehr Schwellkörper gebildet. Die zwei Narben sind gefiedert oder bei Pariana lanceolata und Pariana parvispica borstig. Männliche Ährchen haben einen breiten, deutlich abgeflachten, korkigen oder verdickten Stiel, der kürzer, gleich lang oder länger als das Blütchen sein kann. Bei Pariana lanceolata und Pariana parvispica ist er sogar deutlich länger. Stiele benachbarter Ährchen können an den Rändern zusammengewachsen sein. Die Hüllspelzen männlicher Ährchen sind gleich, aufgerichtet, schmal bis breit dreieckig und mehrnervig. Das Blütchen ist eiförmig bis schmal elliptisch, spitz oder stumpf und rückseitig abgeflacht. Die Deckspelze ist häutig und mehrnervig. Die Vorspelze gleicht der Deckspelze. Es werden zwei oder drei Schwellkörper gebildet, Schwellkörper können aber auch fehlen. Je Blütchen werden sechs bis 40 Staubblätter gebildet, eine Ausnahme bildet wieder Pariana parvispica mit nur zwei Staubblättern. Die Staubfäden sind nahe der Basis verwachsen, die Staubbeutel häufig sehr groß, gelb und auffallend. Bei Pariana lanceolata und Pariana parvispica sind sie nur undeutlich ausgebildet. Als Früchte werden Karyopsen mit linealischem, über die ganze Länge verlaufendem Hilum gebildet.

## Verbreitung und Ökologie
Das natürliche Verbreitungsgebiet der Arten der Gattung reicht von Costa Rica und Trinidad bis in das Amazonas-Gebiet von Bolivien und Brasilien (Bahia). Die Arten wachsen meist in schattigen Standorten feuchter Tieflandwälder, die auch häufig periodische überflutet werden (Várzea), seltener in Bergwäldern in Höhen bis zu 1500 Metern. Die zahlreichen auffallenden Staubbeutel sind eine Anpassung auf die Bestäubung durch Insekten aus der Familie der Buckelfliegen (Phoridae) und der Gallmücken (Cecidomyiidae). Die Blütenstände verbreiten einen honigartigen Geruch. Zumindest Pariana argentea bildet Blütenstände mit angeschwollenen Internodien an der Basis der Ährchen, die Öl enthalten, wahrscheinlich ein Elaiosom, um Ameisen anzulocken. Einige Arten wachsen sehr dicht im Unterholz der Wälder und blühen in unregelmäßigen Intervallen, was dafür spricht, dass es sich um hapaxanthe Pflanzen handelt, die nach der Blüte absterben.

## Systematik und Forschungsgeschichte
Pariana ist eine Gattung aus der Tribus Olyreae, der nicht verholzenden Arten aus der Unterfamilie Bambus (Bambusoideae), Familie Süßgräser (Poaceae). Dort wird sie der Untertribus Parianinae zugeordnet. Die Gattung wurde 1775 von Jean Aublet in Histoire des Plantes de la Guiane françoise ... Band 2, Seite 876 aufgestellt. Die Taxonomie der Gattung ist äußerst schwierig, und Grenzen zwischen den Arten sind nur schwer zu ziehen. Es ist wahrscheinlich, dass sich die Artenliste noch ändern wird, und dass sich einige Arten als nicht gültig herausstellen. Der Grund dafür ist die starke Variabilität der Arten zwischen weit auseinander liegenden Gebieten wie Panama und Peru. So variiert die Anzahl, die Größe, die Form und die Textur der Blätter, genauso wie die Farbe der Gewebe unter der Oberfläche, die stark unterschiedlich sein kann (grün, bläulich, silbrig oder rötlich). Eine ähnliche Variabilität gibt es in der Größe und im Aufbau der männlichen Ährchen, ein Merkmal, das häufig zur Abgrenzung von Arten verwendet wurde.
Der Gattung werden folgende Arten zugeordnet:
- Pariana argentea Hollowell & Davidse: Panama.[7]
- Pariana aurita Swallen: Peru.[7]
- Pariana bicolor Tutin: Peru bis Bolivien und nördliches Brasilien.[7]
- Pariana campestris Aubl.: Tropisches Südamerika.[7]
- Pariana concinna Tutin: Nördliches Brasilien.[7]
- Pariana distans Swallen: Brasilien.[7]
- Pariana ecuadorensis Pilg.: Östliches Ecuador bis nördliches Brasilien.[7]
- Pariana gleasonii Hitchc.: Guayana bis nördliches Brasilien.[7]
- Pariana gracilis Döll: Bolivien bis Peru und nördliches Brasilien.[7]
- Pariana imberbis Nees: Nördliches Brasilien.[7]
- Pariana intermedia Döll: Nördliches Brasilien.[7]
- Pariana interrupta Tutin: Nördliches Brasilien.[7]
- Pariana ligulata Swallen: Brasilien.[7]
- Pariana lunata Nees: Brasilien.[7]
- Pariana maynensis Huber: Panama bis nördliches Brasilien.[7]
- Pariana modesta Swallen: Brasilien.[7]
- Pariana multiflora R.P.Oliveira, Longhi-Wagner & Hollowell: Brasilien.[7]
- Pariana nervata Swallen: Brasilien.[7]
- Pariana obtusa Swallen: Südliches Venezuela, nördliches Peru bis Bolivien.[7]
- Pariana ovalifolia Swallen: Brasilien.[7]
- Pariana pallida Swallen: Venezuela bis nördliches Brasilien.[7]
- Pariana parvispica R.W.Pohl: Nicaragua und Costa Rica.[7]
- Pariana radiciflora Sagot ex Döll (Syn.: Pariana zingiberina Rich. ex Döll:): Tropisches Südamerika.[7]
- Pariana setosa Swallen: Südliches Kolumbien und Ecuador.[7]
- Pariana simulans Tutin: Panama bis nördliches Brasilien.[7]
- Pariana sociata Swallen: Nördliches Brasilien.[7]
- Pariana stenolemma Tutin: Brasilien.[7]
- Pariana strigosa Swallen: Panama.[7]
- Pariana swallenii R.C.Foster: Kolumbien, Ecuador, Bolivien, Peru.[7]
- Pariana tenuis Tutin: Kolumbien bis nördliches Brasilien.[7]
- Pariana trichosticha Tutin: Panama bis nördliches Peru und nördliches Brasilien.[7]
- Pariana ulei Pilg.: Panama bis tropisches Südamerika.[7]
- Pariana velutina Swallen: Peru bis nördliches Brasilien.[7]
- Pariana violascens Swallen: Venezuela bis Brasilien.[7]
- Pariana vulgaris Tutin: Nördliches Brasilien.[7]

Nicht mehr zu dieser Gattung werden gerechnet:
- Pariana carvalhoi R.P.Oliveira & Longhi-Wagner => Parianella carvalhoi (R.P.Oliveira & Longhi-Wagner) F.M.Ferreira & R.P.Oliveira[7]
- Pariana lanceolata Trin. => Parianella lanceolata (Trin.) F.M.Ferreira & R.P.Oliveira[7]